# Hofgeismarer Kreis (Jungsozialisten)
Der Hofgeismarer Kreis war von 1923 bis 1926 eine Gruppe von national gesinnten Jungsozialisten. Mit dem gleichen Namen bezeichnete sich eine ab 1992 bestehende nationalistische Gruppierung innerhalb der SPD.

## 1920er-Jahre
Er wurde Ostern 1923 – unter dem Eindruck der belgisch-französischen Ruhrbesetzung – auf einem Jungsozialistentag in Hofgeismar gegründet. Ein „Hannoveraner Kreis“ bildete sich nach dieser ersten Tagung als Gegensatz aus ihm heraus. Der Hofgeismarer Kreis wandte sich gegen den marxistischen Internationalismus und strebte einen Sozialismus im nationalen Rahmen an. 
Ende 1924 kam Ernst Niekisch mit dem Kreis in zeitweise enge Verbindung, aber bei seinem vom marxistischen Flügel betriebenen Parteiausschluss 1926 folgten ihm nur die beiden Dortmunder Benedikt Obermayr und Heinz Baumeister. Niekisch trat in die Alte Sozialdemokratische Partei Deutschlands (ASPD) ein, wie auch August Winnig.
Weitere bekannte Teilnehmer der 1923er Tagung unter dem Motto „Dienst an Volk und Staat“ waren: Franz Osterroth und August Rathmann aus dem Rhein-/Ruhrgebiet, Alma de l’Aigle, Gustav Dahrendorf und Theodor Haubach aus Hamburg sowie Walther G. Oschilewski, Otto Bach und Robert Keller aus Berlin. Zu ihnen sprachen bekannte sozialistische Publizisten und Wissenschaftler wie Hermann Heller, Gustav Radbruch, Eduard Heimann, Hugo Sinzheimer, Gustav Warburg sowie Heinrich und Gustav Deist. Im August 1924 trennten sich die konsequenten Marxisten ab und bildeten den Hannoverschen Arbeitskreis.
Weitere Namen im Zusammenhang mit dem Kreis sind Werner Jacobi, Walter Kolb, Carlo Mierendorff, Fritz Steinhoff und Karl Bröger. Der Nationalrevolutionär und spätere Historiker des Nationalbolschewismus Otto-Ernst Schüddekopf nennt Artur Zickler und Hans von Eckardt aus Hamburg neben Niekisch als extreme Ideologen des Kreises.
Nach Angabe von Peter Cardorff löste sich der Kreis 1926 auf, um sich die Möglichkeit offen zu halten, weiterhin an der sozialdemokratischen Bewegung teilhaben zu können. Der sich herausbildende rechtsaktivistische Flügel der Partei sei in inhaltlicher wie personeller Hinsicht als Fortführung des Hofgeismarer Kreises zu bewerten. Dieser Parteiflügel organisierte sich ab 1930 um die Zeitschrift Neue Blätter für den Sozialismus, zu deren Herausgeberkreis u. a. Paul Tillich und August Rathmann gehörten. Bekannte Persönlichkeiten wie Hendrik de Man und Carlo Mierendorff gehörten zum redaktionellen Beirat der Zeitschrift.

## 1990er-Jahre
„Hofgeismarer Kreis“ nannte sich in bewusster Anlehnung an die nationalistische Tradition des historischen Hofgeismarer Kreises ebenfalls eine 1992 gegründete rechte, nationalgesinnte Gruppe innerhalb der Jusos. Die Gründung erfolgte am 11. April 1992 durch zwei Dutzend junge SPD-Mitglieder auf dem Schloss Windischleuba in Thüringen. Führend war dabei der damalige Leipziger Jusovorsitzende und Junge-Freiheit-Autor Sascha Jung, der von den ehemaligen SDS-Aktivisten Tilman Fichter (damals Referent für Schulung und Bildung im SPD-Bundesvorstand) und Bernd Rabehl unterstützt wurde. Neben Jung zählte unter anderem Bernhard Knappstein, damaliger Vorsitzender der Jungen Landsmannschaft Ostpreußen und Mitglied der Kölner Burschenschaft Germania zu den Führungspersonen des Hofgeismarer Kreises. 1996 schätzte das Antifaschistische Pressearchiv und Bildungszentrum Berlin die Zahl der Mitglieder auf etwa 200.
Nach zahlreichen Protesten aus verschiedenen Gremien von Jusos und SPD sprach die Bundesschiedskommission der Partei im Februar 1994 gegen Jung und Harald Heinze ein einjähriges Funktionsverbot aus. Die Leipziger SPD forderte ihre Mitglieder 2001 auf, aus dem Hofgeismarer Kreis auszutreten. Andernfalls drohten Parteiverfahren. Das betraf unter anderen Heiko Oßwald und Harald Heinze. Beide folgten der Aufforderung und wurden später wieder kommunalpolitisch für die SPD aktiv. Sascha Jung wurde aufgrund seiner Mitgliedschaft in der Münchener Burschenschaft Danubia 2006 aus der SPD ausgeschlossen, wobei ein ordentliches Parteigerichtsverfahren nicht stattfand, sondern er vielmehr von der Mitgliedsliste gestrichen wurde. Er klagte dagegen und gewann in der Berufungsinstanz vor dem Landgericht Berlin rechtskräftig. Kurz darauf erklärte er im Juni 2007 seinen Austritt und begründete diesen mit einem „Anpassungskurs Richtung Antifa“.